# Uniwersytet Linneusza
Uniwersytet Linneusza (szw. Linnéuniversitetet) – szwedzki uniwersytet państwowy z siedzibą w Växjö i Kalmarze. Powstał 1 stycznia 2010 roku z połączenia dotychczasowych Uniwersytetu w Växjö (Växjöuniversitet) i Wyższej Szkoły w Kalmar (Högskolan i Kalmar). Uniwersytet został nazwany na cześć urodzonego w Råshult w Smalandii Karola Linneusza.